# Helfried Winger
Helfried Winger (auch Hellfried Winger; * 23. Oktober 1921 in Wien; † August/September 1998 ebenda) war ein österreichischer Eishockeyspieler.

## Karriere
Helfried Winger begann mit dem Eishockeysport 1937 in der Jugendmannschaft des Wiener Eislauf-Verein.
In der Saison 1939/40 spielte er für die Wiener Eissportgemeinschaft in der deutschen Eishockeymeisterschaft und gewann im Nachwuchs mit HJ Wien die Deutsche Jugendmeisterschaft. 1943/44 spielte er für den LTTC Rot-Weiß Berlin. Ab 1945 spielte er für den EK Engelmann Wien, mit dessen Mannschaft er 1946 Österreichischer Meister wurde.
International gehörte er dem Kader österreichischen Nationalmannschaft bei den Olympischen Winterspielen 1948 und bei der Eishockey-Weltmeisterschaft 1947 an, wo er mit der Mannschaft die Bronzemedaille gewann.